# Can Canyadell (Castellbisbal)
Can Canyadell és una masia de Castellbisbal (Vallès Occidental) protegida com a Bé Cultural d'Interès Local.

## Descripció
Es tracta d'una masia que presenta una estructuració ordenada dels elements. Té la planta quadrada, amb planta baixa, pis i golfes. La coberta és a quatre vessant.
Predomina la galeria oberta a la façana principal d'arcs rebaixats.
La porta principal té un arc de mig punt adovellat.
A les finestres de la façana nord hi ha reixes de ferro forjat.
Té varis cossos adossats.